# BM Близнецов
BM Близнецов (лат. BM Geminorum, HD 57160) — двойная звезда в созвездии Близнецов на расстоянии (вычисленном из значения параллакса) приблизительно 3 738 световых лет (около 1 146 парсек) от Солнца. Видимая звёздная величина звезды — от +12,1m до +11,5m.

## Характеристики
Первый компонент — оранжевый гигант, углеродная пульсирующая полуправильная переменная звезда типа SRB (SRB) спектрального класса C5,4J(Nb), или C4,3. Масса — около 2,681 солнечных, радиус — около 294,278 солнечных, светимость — около 1803,999 солнечных. Эффективная температура — около 3817 К.
Второй компонент — коричневый карлик. Масса — около 79,94 юпитерианских. Удалён в среднем на 2,078 а.е..